# Khướu hông đỏ Himalaya
Khướu hông đỏ Himalaya hay Khướu hông đỏ Nepal, tên khoa học Cutia nipalensis, là một loài chim trong họ Leiothrichidae.